# Pantheon Fossae

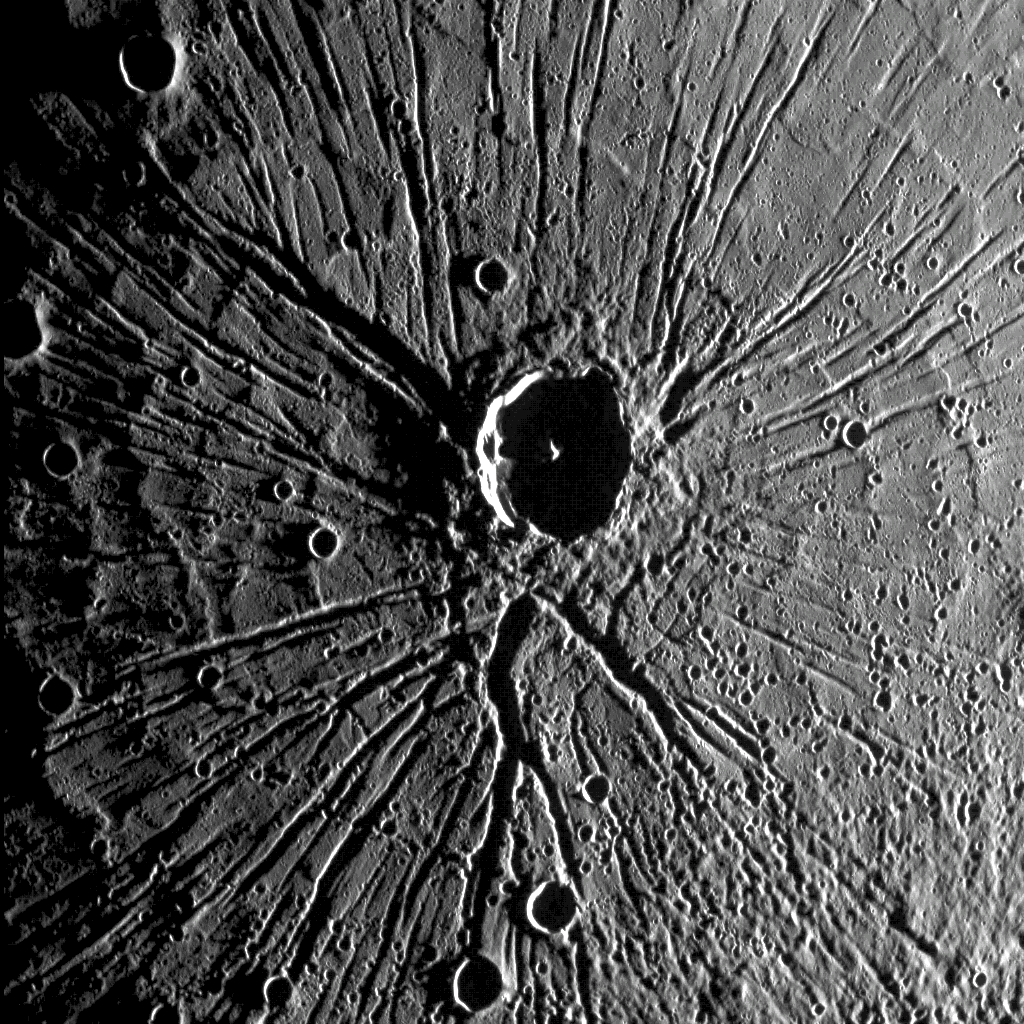
Pantheon Fossae та кратер Аполлодор. Ширина відзнятої області — біля 250 км

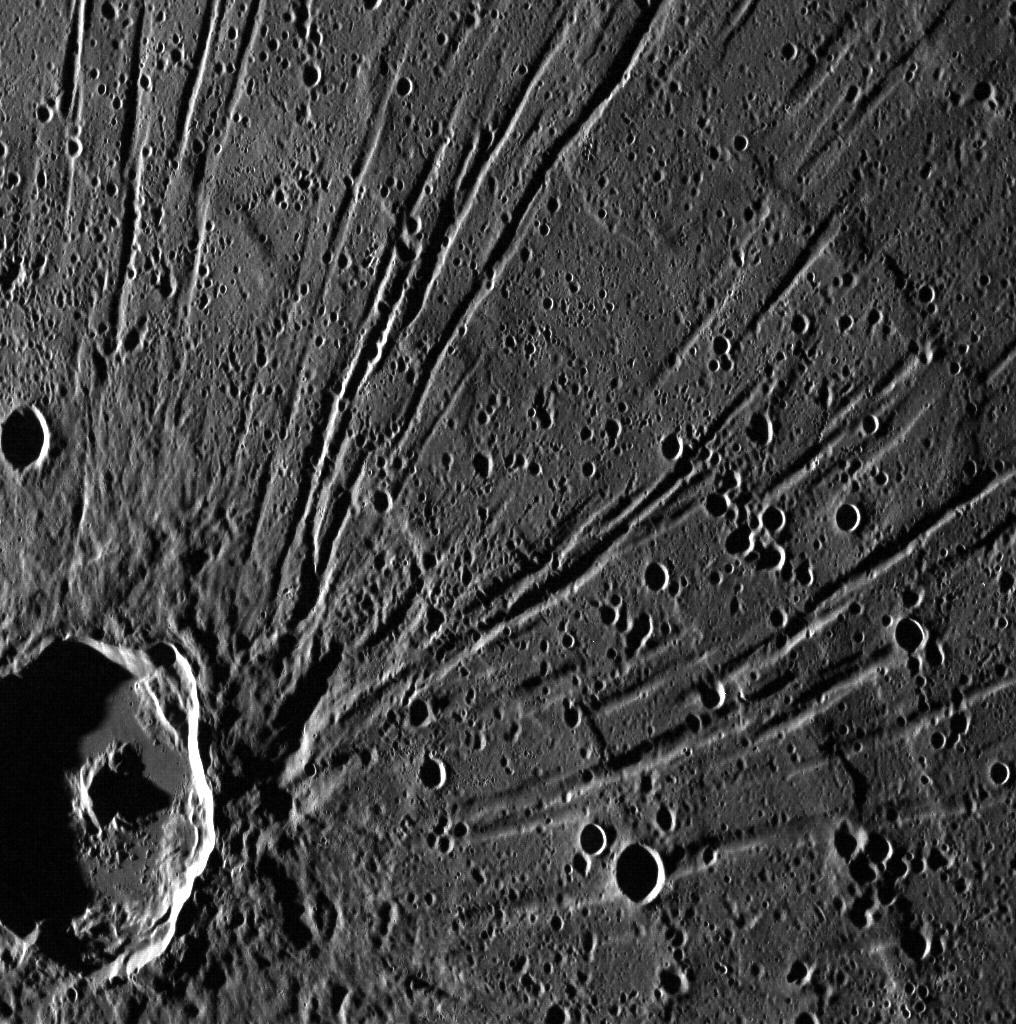
Північно-східна частина об'єкту

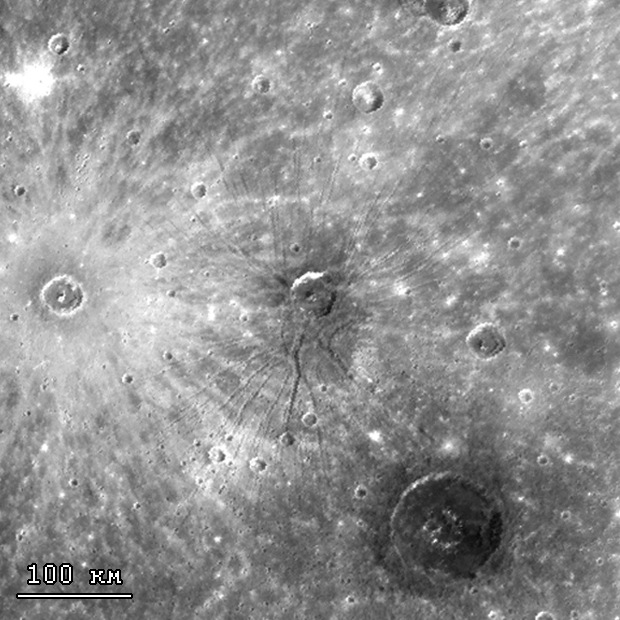
Найближчі околиці Pantheon Fossae. Темний кратер у центрі — Аполлодор, яскравий ліворуч — Каннінгем, великий темний праворуч унизу — Атже

Pantheon Fossae (з латинської — «борозни Пантеон») — система борозен (довгих та вузьких западин) посеред рівнини Спеки на Меркурії. Вони розходяться зі спільного центру і тягнуться на сотні кілометрів. Аналогів цього об'єкта не відомо в усій Сонячній системі.
Цю структуру було відкрито на знімках, зроблених космічним апаратом «Мессенджер» 14 січня 2008 року. Свою назву вона отримала за схожість з ребристим (кесонованим) куполом римського Пантеону. Ця назва була затверджена Міжнародним астрономічним союзом 8 квітня того ж року. Крім того, об'єкт має неофіційну назву «Павук» (англ. the Spider), присвоєну йому науковою групою «Мессенджера». Ці борозни стали першими з найменованих на Меркурії і на 2014 рік залишаються єдиними.
Біля центру цієї структури розташований 40-кілометровий кратер. Невідомо, чи має він стосунок до її походження. Його назвали Аполлодором на честь архітектора, щодо якого невідомо, чи мав він стосунок до будівництва Пантеону.

## Опис
У Пантеоні налічується близько 230 борозен шириною більше кілометра. Ця оцінка зроблена 2010 року за найкращими на той час знімками (на яких вужчі борозни не видно). Місце, з якого вони розходяться, розташоване біля центру рівнини Спеки — поруч з кратером Аполлодор, але за його межами (на відстані близько 30 км на південний захід від його центру і 10 км від краю). Приблизні координати цієї точки — 30°11′ пн. ш. 162°50′ сх. д. / 30.19° пн. ш. 162.83° сх. д.
Різких меж Пантеон не має. Дещо умовно його радіус оцінюють у 230 км. Більшість борозен закінчується в межах 175 км від їхнього центру сходження (і в цьому крузі вони займають близько 3% площі), але деякі тягнуться набагато далі — в зовнішні частини рівнини Спеки. Там вони перетинаються з концентричними розломами та хребтами-«зморшками», яких багато по краях цієї рівнини, утворюючи павутиноподібну сітку.
Вважають, що ці борозни є грабенами (ця інтерпретація базується на морфології початкових частин декількох із них). Їх ділянки, близькі до кратера Аполлодор, покриті викидами з нього. Ширина борозен максимальна біля їх спільного центру, де сягає кількох (до 8) кілометрів.
Згідно з деякими авторами, кілька великих борозен біля центру Пантеону відрізняються від інших морфологією та віком. Вони більш широкі та короткі (тягнуться не далі ніж на 120 км) і розходяться з трохи іншої точки, але з віддаленням від неї набувають того ж напряму, що й у сусідніх борозен. Подекуди біля центру вони перетинають звичайні борозни, з чого видно, що вони утворилися пізніше. Викидами з кратера Аполлодор покриті і ті й інші (причому жодні борозни цей кратер не перетинають). Отже, він молодший за їх усі.

## Порівняльна характеристика
Меркуріанський Пантеон — унікальний для Сонячної системи об'єкт. Система радіальних грабенів відома і у кратері Рембрандт (другій за розміром ударній структурі Меркурія після рівнини Спеки), але там вона значно менш масштабна і має суттєво іншу морфологію. Там радіальні грабени є лише у межах 100–200 км від центру кратера і зовні обмежені його внутрішнім валом. На Місяці — найбільш схожому на Меркурій тілі Сонячної системи — не тільки нема аналогів Пантеону, але й спостерігається протилежний розподіл грабенів і хребтів в ударних структурах: хребти розташовані в основному всередині, а грабени — по околицях таких структур.

## Походження
Походження цих борозен точно не з'ясоване. Ймовірно, вони утворилися під час розтягування та розтріскування поверхні. Це розтягнення могло бути наслідком її підйому, який, можливо, був викликаний надходженням з надр планети магми з подальшим утворенням інтрузивних тіл. Механічне напруження, що виникло при цьому підйомі, було зняте появою тріщин при ударі, що утворив кратер Аполлодор, або без його допомоги. Можливість такого виникнення цієї системи борозен показана дослідженнями, що включають розрахунок поля напруження та порівняння з системами розломів на Землі та Венері. Розраховано, що формування Пантеону міг би спричинити підйом поверхні, що сягав 10 км в центрі цієї області та спадав до нуля на відстані 300 км.
Можливо, цей об'єкт за походженням близький до своєрідних радіальних структур Венери — астр. Виникнення борозен, що розходяться з їх центру, пов'язують з поширенням з вогнища магматизма тріщин, які могли заповнюватися розплавом та перетворюватися на дайки.